# Laye Sékou Camara
Pour les articles homonymes, voir Sékou Camara et Camara.
Laye Sékou Camara né en 1972 à Conakry, est un ingénierie et homme politique guinéen.
Il est le ministre des infrastructures et des travaux publics dans le gouvernement Bah Oury depuis le 29 juillet 2025.
Ancien directeur général de l’électricité de Guinée.

## Biographie
Laye Sékou Camara, né en 1972 à Conakry. Après ses études secondaires, il intègre l’Université Gamal Abdel Nasser de Conakry, où il obtient en 1996 un diplôme d’ingénieur électro-énergéticien.
A l'international, il décroche un diplôme d’études professionnelles approfondies (DEPA) en administration et gestion à l’Université Senghor d'Alexandrie, puis deux MBA en ressources humaines et en gestion de projets à la Kellogg School of Management à Chicago aux États-Unis.

## Parcours professionnel
Laye Sékou Camara débute son parcours professionnel aux États-Unis, où il travaille comme consultant en efficacité énergétique pour des firmes telles qu’Altman electric et Power Metrics International Inc.
En 2015, il retourne en Guinée et occupe plusieurs postes clés notamment chef de division maintenance HT à l’EDG, où il participe a la modernisation du réseaux de distribution électrique qui venait d'avoir le Barrage de Kaleta. En suite, il est fait conseiller à l’agence de contrôle des grands projets (ACGP). Directeur des études mines, industrie, énergie et hydraulique et membre du comité national de suivi de l’OMVG.
En mars 2022, il est nommé directeur général de l’électricité de Guinée (EDG SA) et sous sa direction qu'il met en place la politique qualité visant la certification ISO 9001.
Il est limogé le 16 mars 2024, après plusieur critique de sa gestion notamment l'eclairage publique et par la suite la coupure de courant qui a plongé Conakry dans le noir pendant deux jours et entrainer des manifestation le 14 mars 2024.
Ingénieur électro-énergéticien, il est nommé par décret le 29 juillet 2025, ministre des Infrastructures et des Travaux publics en remplacement de Mahamadou Abdoulaye Diallo.

## Vie privée
Laye Sékou Camara est marié et père de quatre enfants. 